# Cerastes
Cerastes – rodzaj jadowitych węży z podrodziny żmij (Viperinae) w rodzinie żmijowatych (Viperidae).

## Zasięg występowania
Rodzaj obejmuje gatunki występujące w północnej Afryce i na Bliskim Wschodzie.

## Morfologia
Węże te, oprócz typowych dla żmijowatych guzkowatych łusek na grzbiecie, mają również ostre łuski po bokach ciała, wydające charakterystyczny dźwięk podczas poruszania się. Jasnożółte do brązowego ubarwienie umożliwia wtopienie się w pustynne otoczenie. Resztę ciała pokrywają małe wręgowane łuski z wyraźnym kilem, nadające tym wężom chropowaty wygląd. Kariotyp Cerastes składa się z 18 par chromosomów, w tym: 8 par makrochromosomów i 10 mikrochromosomów.

## Ekologia
Węże z gatunku Cerastes żywią się zazwyczaj małymi jaszczurkami. Podczas polowania czekają na ofiarę zakopane częściowo pod piaskiem. Gdy ta się zbliży, wbijają w nią zęby jadowe, aplikują jad, po czym puszczają swą zdobycz. Po chwili odnajdują ją jednak ponownie, martwą. Wykorzystują w tym celu narząd Jacobsona. Wąż zbiera rozdwojonym językiem cząsteczki chemiczne i przenosi je do dwóch jamek na podniebieniu, gdzie znajdują się receptory zapachów.
Większość dnia spędzają śpiąc pod kamieniami. Po odkryciu nie są agresywne, starają się jak najszybciej schować. W przypadku zagrożenia zakopują się w piasku. Umożliwiają im to grube, sterczące łuski po bokach ciała.

## Rozmnażanie
Gatunki jajorodne. Samce wytrwale poszukują samic każdej wiosny. Samice składają jaja co 2–3 lata. Od kopulacji do porodu mija około 2 miesięcy. Ciężarne samice praktycznie nie jedzą, dlatego pod koniec ciąży są bardzo wyczerpane i często nie przeżywają porodu. Utrata znacznej energii podczas rozmnażania, jest przyczyną przynajmniej rocznej przerwy pomiędzy kopulacjami. Samica składa od 8 do 24 jaj, z których młode wykluwają się po upływie od 4 do 7 tygodni. Jaja węży z rodzaju Cerastes są zawsze miękkoskorupkowe.

## Systematyka

### Etymologia
- Cerastes: gr. κεραστης kerastēs „rogata żmija”[12].
- Aspis: gr. ασπις aspis „żmija”[13]. Gatunek typowy: Aspis cleopatrae Laurenti, 1768 (= Coluber vipera Linnaeus, 1758).
- Gonyechis: gr. γωνια gōnia „róg, kąt”[14]; εχις ekhis, εχεως ekheōs „żmija”[15]. Gatunek typowy: Coluber cerastes Linnaeus, 1758.

### Podział systematyczny
Do rodzaju należą następujące gatunki:
- Cerastes cerastes (Linnaeus, 1758) – żmija rogata[16]
- Cerastes gasperettii Leviton & Anderson, 1967
- Cerastes vipera (Linnaeus, 1758) – żmija Awicenny[17]